# Ilex pseudovaccinium
Ilex pseudovaccinium är en järneksväxtart som beskrevs av Reiss. och Carl Maximowicz. Ilex pseudovaccinium ingår i släktet järnekar, och familjen järneksväxter. Inga underarter finns listade i Catalogue of Life.